# Maria Koppenhöfer

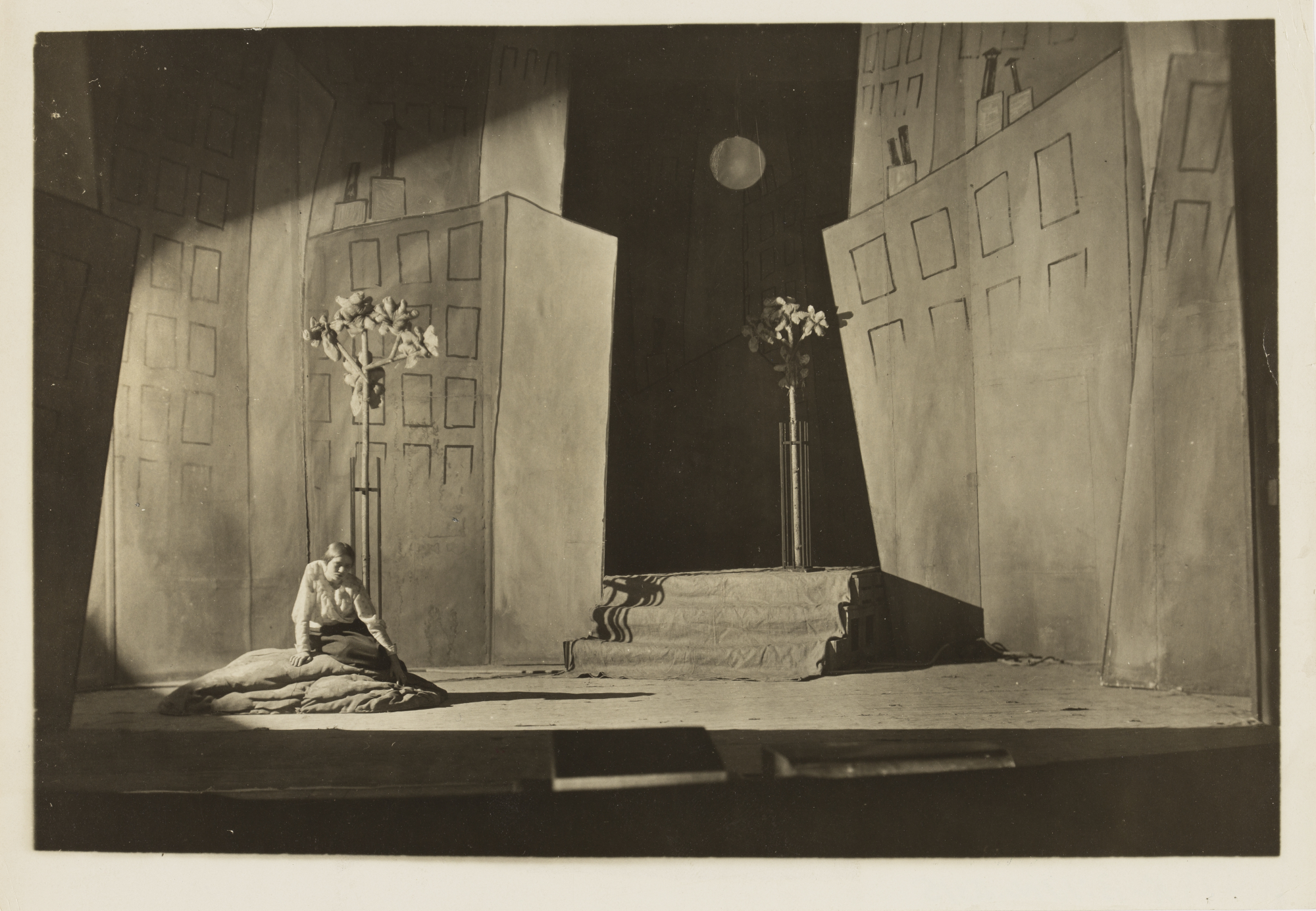
Maria Koppenhöfer actuando en Tambores en la noche en 1922

Maria Koppenhöfer (11 de diciembre de 1901 – 29 de noviembre de 1948) fue una actriz alemana.

## Biografía
Su nombre completo era Maria Johanna Julia Koppenhöfer, y nació en Stuttgart, Alemania, siendo sus padres Franz Koppenhöfer y su esposa, Dorothea. Era niña cuando ya deseaba ser actriz, para lo cual recibió clases de Emmy Remolt-Jessen.
En 1921 debutó con el papel de Lady Macduff en el Teatro Volksbühne de su ciudad natal. Una semana después pasó a encarnar a Lady Macbeth, y ese mismo año Otto Falckenberg la contrató para actuar en el Teatro de Cámara de Múnich. Allí representó hasta 1924 numerosas obras de autores como William Shakespeare, Iván Turguénev, Heinrich von Kleist y Frank Wedekind.
Tras otros compromisos en Múnich y Colonia, en 1925 llegó al Deutsches Theater de Berlín, y en 1926 al Preußisches Staatstheater, también en la capital.
Maria Koppenhöfer actuó con frecuencia en el cine desde los inicios del sonoro, haciendo habitualmente papeles de reparto. En 1943 fue nombrada actriz estatal (Staatsschauspieler), y el final de la Segunda Guerra Mundial dio término a su carrera en el cine.
Sin embargo, hasta poco antes de su muerte, ocurrida en Heidelberg, Alemania, en 1948 a causa de un cáncer, siguió actuando en teatros de Múnich y Fráncfort del Meno.

## Filmografía
- 1931 : Opernredoute, de Max Neufeld
- 1931 : 24 Stunden aus dem Leben einer Frau, de Robert Land
- 1932 : Unheimliche Geschichten, de Richard Oswald
- 1932 : Rosmarin im Glück (corto), de Richard Löwenbein
- 1932 : Das erste Recht des Kindes, de Fritz Wendhausen
- 1933 : Ein Lied für Dich, de Joe May
- 1933 : Flüchtlinge, de Gustav Ucicky
- 1934 : So endete eine Liebe, de Karl Hartl
- 1935 : Kater Lampe, de Veit Harlan
- 1935 : Das Mädchen Johanna, de Gustav Ucicky
- 1935 : Friesennot, de Willi Krause
- 1936 : Raub der Sabinerinnen, de Robert A. Stemmle
- 1936 : Schlußakkord, de Douglas Sirk
- 1937 : Der Herrscher, de Veit Harlan
- 1937 : Gewitterflug zu Claudia, de Erich Waschneck
- 1937 : Der Berg ruft, de Luis Trenker
- 1937 : Schüsse in Kabine 7, de Carl Boese
- 1938 : Die kleine und die große Liebe, de Josef von Báky
- 1938 : Der Clown, de Kurt Rupli (corto)
- 1938 : Andalusische Nächte, de Herbert Maisch
- 1938 : Was tun, Sibylle?, de Peter Paul Brauer
- 1938 : Schatten über St. Pauli, de Fritz Kirchhoff
- 1938 : Maja zwischen zwei Ehen, de Fritz Kirchhoff
- 1938 : Eine Frau kommt in die Tropen, de Harald Paulsen
- 1938 : Anna Favetti, de Erich Waschneck
- 1939 : Johannisfeuer, de Arthur Maria Rabenalt
- 1939 : Der Weg zu Isabel, de Erich Engel
- 1940 : Das Herz der Königin, de Carl Froelich
- 1940 : Wetterleuchten um Barbara, de Werner Klingler
- 1940–1944 : Tiefland, de Leni Riefenstahl
- 1940 : Kora Terry, de Georg Jacoby
- 1940 : Bismarck, de Wolfgang Liebeneiner
- 1940 : Aberglaube, de Walther Ruttmann (corto documental)
- 1942 : Der Fall Rainer, de Paul Verhoeven
- 1942 : Zwischen Nacht und Morgen, de Alfred Braun
- 1943 : Wenn die Sonne wieder scheint, de Boleslaw Barlog
- 1943 : Seinerzeit zu meiner Zeit, de Boleslaw Barlog
- 1943 : Ein Mann mit Grundsätzen?, de Géza von Bolváry
- 1945 : Die Schenke zur ewigen Liebe, de Alfred Weidenmann
- 1945 : Der Puppenspieler, de Alfred Braun
- 1950 : Sie sind nicht mehr, de Werner Malbran (documental)